# Kabinett von Niue
Das Kabinett von Niue (en.: Cabinet of Niue) ist das Kollegium der führenden Politiker und Beamten von Niue, welche die Regierung bilden. Es wird vom Premier von Niue zusammengestellt.

## Robert Rex
(19. Oktober 1974–12. Dezember 1992)
- Honorable Dr. Enetama Lipitoa
- Hon. Frank Fakaotimanava Lui
- Hon. Young Vivian
- Hon. Robert Rex

## Young Vivian
(Erstes Kabinett) (12. Dezember 1992–9. März 1993)

## Frank Lui
(9. März 1993–26. März 1999)
- Hon. Terry Coe
- Hon. O’Love Jacobsen
- Hon. Fisa Igilisi Pihigia

## Sani Lakatani
(26. März 1999–1. Mai 2002)
- Hon. Sani Elia Lagigietama Lakatani (Finanzen, Wirtschaftsentwicklung, Offshore Banking, Tourismus, Luftfahrt, Post und Telekommunikation, Außenbeziehungen)
- Hon. Young Vivian (Bildung, Community Affairs, Kunst, Kultur, Frauenfragen, Jugend, Umwelt)
- Hon. Dion Taufitu (Verwaltung, Öffentliche Arbeiten, Landwirtschaft, Fischerei, Forsten, Arbeit, Rundfunk)
- Hon. Robert Matua Rex, Jr (Gesundheit, Public Service Commission, Justiz, Land und Vermessung, Transport und Handel, Polizei und Einwanderung)

Associate Minister:
- Toke Tufukia Talagi (Wirtschaftsentwicklung und Luftfahrt)
- Hima Ikimotu Douglas

## Young Vivian
(Zweites Kabinett) (1. Mai 2002–Juni 2005)
- Hon. Sani Lakatani: Deputy Prime Minister (später ersetzt durch Fisa Igilisi Pihigia)
- Hon. Bill Vakaafi Motufoou: Arbeit, Landwirtschaft und Fischerei
- Hon. Toke Talagi: Finanzen, Bildung, Gesundheit

(Drittes Kabinett) (1. Mai 2005–Juni 2008)
- Hon. Fisa Igilisi Pihigia
- Hon. Bill Vakaafi Motufoou
- Hon. Va’aiga Tukuitonga

## Toke Talagi
(Erstes Kabinett, Juni 2008–Mai 2011)
| Portfolio | Minister        | Foto | Wahlkreis                  |
| Premier, Minister of Finance, Customs and Revenue and Government Assets, Minister of Police and National Security, Minister of Private Sector Development, Minister of Tourism, Minister of Meteorological Services and Climate Change, Minister of the Environment, Minister of Youth and Sports, Minister in charge of the Niue Public Service Commission | Toke Talagi     |      | Common roll representative |
| Minister of Post and Telecommunications, Minister of Agriculture, Forestry and Fisheries, Minister of Administrative Services | Pokotoa Sipeli  |      | Liku                       |
| Minister of Health, Minister of Public Works, Minister of Women's Affairs, Minister in charge of the Niue Power Corporation | O’Love Jacobsen |      | Common roll representative |
| Minister of Community Affairs, Minister of Justice, Lands and Survey, Minister of Education, Minister of Shipping, Minister of Bulk Fuel | Togia Sioneholo |      | Common roll representative |

(Zweites Kabinett, Mai 2011–April 2014)
| Portfolio | Minister         | Foto | Wahlkreis                  |
| --- | ---------------- | ---- | -------------------------- |
| Premier, Minister for Finance, Customs and Revenue, and Government Assets Taxation, Minister for the Infrastructure Department, Minister for Transport, Minister for the Niue Public Service Commission, Minister of Police and National Security, Minister for Immigration and Population, Minister for Civil Aviation, Minister for Tourism, Minister for the Niue Post and Telecommunications, Minister for the Niue Development Bank | Toke Talagi      |      | Common roll representative |
| Minister for Education, Minister for Agriculture, Forestry and Fishery, Minister for Administrative Services and the Niue Training and Development Unit | Pokotoa Sipeli   |      | Liku                       |
| Minister for Public Works, Minister for the Niue Power Corporation, Minister for Justice, Lands and Survey, Minister for Bulk Fuel | Halene Magatogia |      | Lakepa                     |
| Minister for Health, Minister for Community Affairs, Minister for the Niue Broadcasting Corporation | Joan Viliamu     |      | Common roll representative |

(Drittes Kabinett, April 2014–Mai 2017)
| Minister        | Portfolio | Wahlkreis                  | Assistant Minister  |
| --------------- | --- | -------------------------- | ------------------- |
| Toke Talagi     | Premier Departments of Finance and Planning; Crown Law; NPSC & Secretariat; Police; Commercial Agencies              | Common roll representative |                     |
| Pokotoa Sipeli  | Minister for Education and Social Services Departments of Justice; Taoga Niue; Education; Health                     | Liku                       | Joan Viliamu        |
| Billy Talagi    | Minister of Natural Resources Departments of Agriculture, Forestry and Fishery; Meteorological Services; Environment | Avatele                    | Halene Magatogia    |
| Dalton Tagelagi | Minister of Infrastructure Departments of Transport; Communications; Utilities                                       | Alofi South                | Talaititama Talaiti |

(Viertes Kabinett, Mai 2017–Juni 2020)
| Minister        | Portfolio | Wahlkreis                  | Assistant Minister  |
| --------------- | --- | -------------------------- | ------------------- |
| Toke Talagi     | Premier Minister for Central and Commercial Agencies Departments of Cabinet & Legislative; Finance and Planning; Crown Law; NPSC & Secretariat; Police and National Security; Commercial Agencies | Common roll representative |                     |
| Billy Talagi    | Minister for Education and Social Services Departments of Justice; Taoga Niue; Education; Health                                                                                                  | Avatele                    | Talaititama Talaiti |
| Dalton Tagelagi | Minister of Natural Resources Departments of Agriculture, Forestry and Fishery; Meteorological Services; Environment                                                                              | Alofi South                | Mona Ainu’u         |
| Pokotoa Sipeli  | Minister of Infrastructure Departments of Transport; Communications; Utilities | Liku                       | Andrew Funaki       |

## Dalton Tagelagi
(Erstes Kabinett, Juni 2020–Mai 2023)
| Minister        | Portfolio | Wahkreis                   | Assistant Minister |
| --------------- | --- | -------------------------- | ------------------ |
| Dalton Tagelagi | Premier Minister for Central and Commercial Agencies Departments of Cabinet & Legislative; Crown Law; NPSC & Secretariat; Police and National Security; Commercial Agencies | Alofi South                |                    |
| Crossley Tatui  | Minister of Finance and Infrastructure Departments of Finance and Planning; Transport; Communications; Utilities                                                            | Common roll representative |                    |
| Mona Ainu’u     | Minister of Natural Resources Departments of Agriculture, Forestry and Fishery; Meteorological Services; Environment                                                        | Tuapa                      |                    |
| Sauni Tongatule | Minister for Education and Social Services Departments of Justice; Taoga Niue; Education; Health                                                                            | Common roll representative |                    |

(Zweites Kabinett, Mai 2023- )
| Minister        | Portfolio | Wahlkreis                  | Assistant Minister      |
| --------------- | --- | -------------------------- | ----------------------- |
| Dalton Tagelagi | Premier Minister for Central and Commercial Agencies Departments of Cabinet & Legislative; Foreign Affairs; Climate Change; Crown Law; Police and National Security; Commercial Agencies | Alofi South                | Sinahemana Hekau        |
| Crossley Tatui  | Minister of Finance and Infrastructure Departments of Finance and Planning; Transport; Communications; Utilities                                                                         | Common roll representative | Ricky Makani            |
| Mona Ainu’u     | Minister of Natural Resources Departments of Agriculture, Forestry and Fishery; Meteorological Services; Environment                                                                     | Tuapa                      | Emani Fakaotimanava-Lui |
| Sonya Talagi    | Minister for Education and Social Services Departments of Justice; Taoga Niue; Education; Health                                                                                         | Common roll representative | Maureen Melekitama      |